# Stephanie Laier

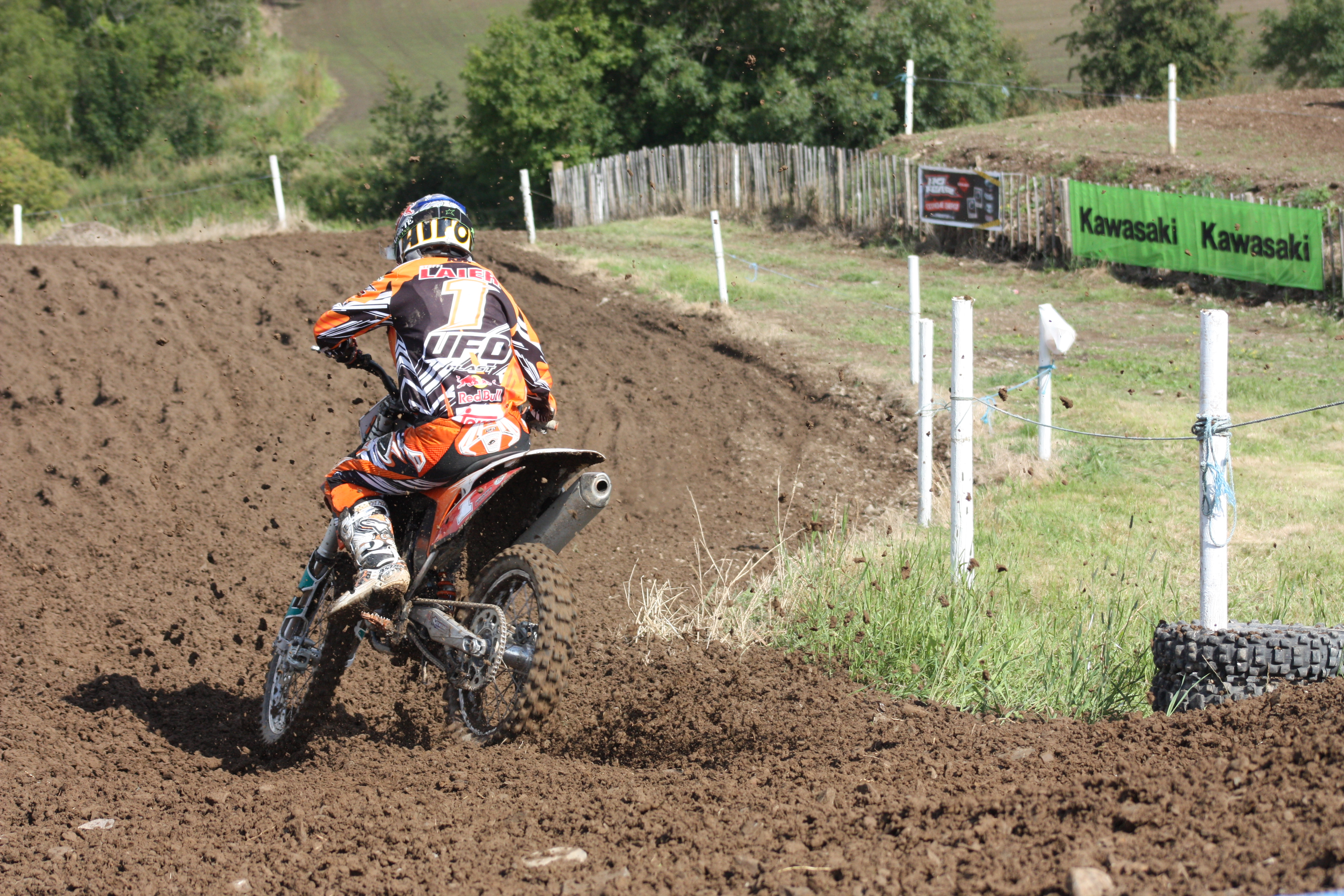
Stephanie Laier beim nordirischen Brian Bell Memorial International Motocross 2011 in Downpatrick

Stephanie Laier (* 12. August 1985 in Heidelberg) ist eine deutsche Motorradrennfahrerin und dreifache Siegerin der WMA AMA Motocross Championship sowie vierfache Siegerin der FIM Women’s Motocross World Championships.

## Karriere
Laier begann ihre Motorsportkarriere im Alter von fünf Jahren auf einer Yamaha PW50 mit ihrer ersten Teilnahme an einem Motocross-Club-Rennen und später bei verschiedenen nationalen Meisterschaften. Im Alter von sieben Jahren wurde sie Dritte bei den deutschen Motocross-Jugendmeisterschaften und fuhr später einige Jahre vermehrt in den Vereinigten Staaten. Sie gewann in den folgenden Jahren im Motocross mehrfach die deutschen Meisterschaften, Europameisterschaften und Weltmeisterschaften. Laier hat bisher als einzige Frau alle Rennen einer gesamten Saison der World-Motocross-League-Championship in den Vereinigten Staaten gewonnen. Von 2008 bis 2011 fuhr sie für das Red Bull KTM Factory Racing Team. Bereits 2011 konnte sie allein als Wettkampffahrerin ihren Lebensunterhalt bestreiten.
Laier lebt in Dielheim.

## Erfolge (Auszug)
| Jahr | Meisterschaft                        | Platz |
| ---- | ------------------------------------ | ----- |
| 2018 | Women’s Motocross World Championship | 5.    |
| 2017 | Women’s Motocross World Championship | 16.   |
| 2016 | Women’s Motocross World Championship | 16.   |
| 2015 | Women’s Motocross World Championship | 11.   |
| 2014 | Women’s Motocross World Championship | 4.    |
| 2013 | Women’s Motocross World Championship | 3.    |
| 2012 | Women’s Motocross World Championship | 20.   |
| 2011 | Women’s Motocross World Championship | 1.    |
| 2010 | Women’s Motocross World Championship | 1.    |
| 2009 | Women’s Motocross World Championship | 1.    |
| 2008 | Women’s Motocross World Championship | 2.    |
| 2005 | Women’s Motocross World Championship | 1.    |